# Mark Wright
Mark Wright (ur. 1 sierpnia 1963 w Dorchester), piłkarz angielski grający na pozycji środkowego obrońcy.

## Kariera klubowa
Karierę piłkarską Wright rozpoczął w klubie Oxford United. Po treningach w lokalnym klubie z miejscowości Dorchester w 1980 roku podpisał profesjonalny kontrakt z Oxford. W pierwszej drużynie zadebiutował jednak w 1981 roku i przez pół sezonu występował na boiskach Division Three.
25 marca 1982 roku Wright podpisał kontrakt z grającym w Division One, Southampton F.C., do którego trafił wraz z innym obrońcą Oxfordu, Keithem Cassellsem. Mark kosztował 80 tysięcy funtów. W zespole "Świętych" zadebiutował 17 kwietnia w wygranym 3:1 wyjazdowym spotkaniu z Leeds United. W chwili debiutu w najwyższej klasie rozgrywkowej Anglii liczył sobie 18 lat. W sezonie 1982/1983 Wright był już podstawowym zawodnikiem Southampton. Klub ten zajął 12. miejsce w tabeli, a Mark zaliczył swoje pierwsze trafienie w lidze. Wydarzenie to miało miejsce 30 kwietnia 1983 w meczu przeciwko Luton Town (2:2). Na koniec sezonu został wybrany Piłkarzem Roku w głosowaniu kibiców Southampton. W 1984 roku zajął z Southampton 5. miejsce w lidze, ale w kolejnych sezonach nie odnosił już z "The Saints" większych sukcesów w lidze. Grał tam do końca sezonu 1986/1987 łącznie zaliczając 170 występów w Division One i zdobywając w nich 7 goli.
27 sierpnia 1987 roku Wright zmienił barwy klubowe i został zawodnikiem klubu Derby County. Został sprzedany za 760 tysięcy funtów, a do zespołu sprowadził go ówczesny nowy menedżer "Baranów", Arthur Cox. W Derby Mark zadebiutował 29 sierpnia w przegranym 0:1` wyjazdowym meczu z Wimbledonem. W trakcie sezonu został mianowany kapitanem zespołu i w 1988 roku pomógł klubowi w utrzymaniu. W 1989 roku zajął z Derby 5. pozycję w Division One, ale w trakcie sezonu 1989/1990 odszedł z klubu główny udziałowiec, Robert Maxwell. W związku z tym w klubie zaczęło brakować funduszy i by temu zapobiec wystawiono na listę transferową dwie największe gwiazdy zespołu - Wrighta i Walijczyka Deana Saundersa. Mark został w Derby na sezon 1990/1991, ale klub nie zdołał utrzymać się w lidze i spadł do Division Two.
Po spadku Derby Mark odszedł z zespołu i 15 lipca 1991 podpisał kontrakt z Liverpoolem, prowadzonym wówczas przez Graeme'a Sounessa (Wright kosztował 2,5 miliona funtów). 4 dni wcześniej do zespołu trafił inny piłkarz "The Rams", Dean Saunders. W zespole Liverpoolu Wright po raz pierwszy wystąpił 17 sierpnia, a "The Reds" pokonali na Anfield Road Oldham Athletic 2:1. Od początku sezonu był podstawowym zawodnikiem Liverpoolu i na środku obrony zastąpił legendę klubu i byłego kapitana, Alana Hansena. Już w 1992 roku Wright osiągnął z Liverpoolem swój pierwszy sukces - był kapitanem w wygranym 2:0 finale Pucharu Anglii z Sunderlandem. Natomiast 1 września 1992 strzelił swoją pierwszą bramkę dla "The Reds", którzy zremisowali 1:1 z Southampton. W sezonie 1994/1995 zdobył Puchar Ligi Angielskiej, jednak w finale z Boltonem Wanderers (2:1) nie grał z powodu kontuzji. W 1996 roku po raz drugi w karierze wystąpił w finale Pucharu Anglii - Liverpool przegrał jednak 0:1 z Manchesterem United. W "The Reds" Wright grał do końca sezonu 1997/1998 i wtedy też zdecydował się zakończyć piłkarską karierę. Łącznie wystąpił w 158 ligowych meczach Liverpoolu, w których strzelił 5 bramek.
| Sezon   | Klub             | Kraj   | Rozgrywki      | Mecze | Bramki |
| ------- | ---------------- | ------ | -------------- | ----- | ------ |
| 1980/81 | Oxford United    | Anglia | Division Three | 0     | 0      |
| 1981/82 | Oxford United    | Anglia | Division Three | 10    | 0      |
| 1981/82 | Southampton F.C. | Anglia | Division One   | 3     | 0      |
| 1982/83 | Southampton F.C. | Anglia | Division One   | 39    | 2      |
| 1983/84 | Southampton F.C. | Anglia | Division One   | 29    | 1      |
| 1984/85 | Southampton F.C. | Anglia | Division One   | 36    | 0      |
| 1985/86 | Southampton F.C. | Anglia | Division One   | 33    | 2      |
| 1986/87 | Southampton F.C. | Anglia | Division One   | 30    | 1      |
| 1987/88 | Derby County     | Anglia | Division One   | 38    | 3      |
| 1988/89 | Derby County     | Anglia | Division One   | 33    | 1      |
| 1989/90 | Derby County     | Anglia | Division One   | 36    | 6      |
| 1990/91 | Derby County     | Anglia | Division One   | 37    | 0      |
| 1991/92 | Liverpool F.C.   | Anglia | Division One   | 21    | 0      |
| 1992/93 | Liverpool F.C.   | Anglia | Premiership    | 33    | 2      |
| 1993/94 | Liverpool F.C.   | Anglia | Premiership    | 31    | 1      |
| 1994/95 | Liverpool F.C.   | Anglia | Premiership    | 6     | 0      |
| 1995/96 | Liverpool F.C.   | Anglia | Premiership    | 28    | 2      |
| 1996/97 | Liverpool F.C.   | Anglia | Premiership    | 33    | 0      |
| 1997/98 | Liverpool F.C.   | Anglia | Premiership    | 6     | 0      |

## Kariera reprezentacyjna
W 1984 roku Wright został po raz pierwszy powołany do reprezentacji Anglii przez ówczesnego selekcjonera Bobby'ego Robsona. 2 maja tamtego roku zadebiutował w wygranym 1:0 meczu British Home Championship z Walią. W 1988 roku był w kadrze wybranej przez Robsona na Euro 88. Na tym turnieju Mark wystąpił dwukrotnie w fazie grupowej, w spotkaniach z Irlandią (0:1) oraz z Holandią.
2 lata później Wright został powołany do kadry na Mistrzostwa Świata we Włoszech. Tam występował w obronie wraz z Desem Walkerem, Paulem Parkerem, Stuartem Pearce'm i Terrym Butcherem. W pierwszym meczu, zremisowanym 1:1 z Irlandią nie wystąpił, ale zagrał już w następnym - z Holandią (0:0). By przejść do 1/8 finału Anglia musiała pokonać Egipt. W 58. minucie tego meczu Wright strzałem głową pokonał bramkarza rywali, Ahmeda Shobeira i Anglia wygrała 1:0. Mark wystąpił także w kolejnych meczach: w 1/8 finału z Belgią (1:0), ćwierćfinale z Kamerunem (3:2 po dogrywce), półfinale z RFN (1:1, karne 4:3) i meczu o 3. miejsce z Włochami (1:2).
W 1992 roku Wright zaliczył kolejny turniej - Euro 92. W zespole prowadzonym przez Grahama Taylora był rezerwowym i nie wystąpił w żadnym ze spotkań. W 1996 roku był bliski występów na Euro 96, których gospodarzem była Anglia. Z gry w tym turnieju wyeliminowała go kontuzja. Swój ostatni mecz w kadrze narodowej Mark rozegrał 18 maja 1996 przeciwko Węgrom (0:3). Łącznie w kadrze narodowej rozegrał 45 spotkań i zdobył w nich jedną bramkę.

## Kariera menedżerska
Po zakończeniu kariery piłkarskiej Wright został menedżerem. W 2000 roku został menedżerem zespołu Southport F.C. z Conference i funkcję tę pełnił do czerwca 2001 roku. Następnie objął zespół Oxford United, relegowany z klasy wyżej. Jednak po słabym starcie Oxfordu Mark został zwolniony jeszcze przed zakończeniem 2001 roku. Następnie został zatrudniony w innym klubie z Conference, Chester City i uchronił go przed spadkiem do Northern Premier League. W sezonie 2001/2002 klub był bliski awansu o klasę wyżej, jednak przegrał w półfinale play-off z Doncaster Rovers. W sezonie 2004/2005 awansował z Chester do Football League Two, jednak na 48 godzin przed rozpoczęciem sezonu zrezygnował ze stanowiska z powodu kłopotów rodzinnych.
W 2005 roku Wright został menedżerem zespołu Peterborough United. 25 stycznia 2006 roku został zawieszony, a 6 dni później zwolniony ze stanowiska. Miesiąc po odejściu z Peterborough trafił do Chester City i podpisał kontrakt do lata 2006. Pomógł klubowi w uniknięciu degradacji i przedłużył kontrakt o 2 lata. Na jedną kolejkę przed końcem sezonu 2006/2007 został zwolniony.